# Fliegerrevue X
Fliegerrevue X (bis Ausgabe 36 im Jahr 2012 einschließlich Fliegerrevue extra) war eine zweimonatlich erscheinende Zeitschrift mit dem Schwerpunkt auf der Geschichte der zivilen und militärischen Luftfahrt. Nachdem der Verlag im Januar 2024 Insolvenz angemeldet hatte, wurde die Redaktion am 1. März des Jahres aufgelöst.
Die Zeitschrift erschien seit 2002 zu historischen Luftfahrtthemen in Ergänzung der Schwesterzeitschrift Fliegerrevue. Die letzte Ausgabe trug die Heftnummer 104.
Pro Ausgabe wurden mehrere Themen zur Geschichte der Luftfahrt auf etwa 100 bis 120 Seiten beschrieben. Die meisten Artikel behandelten Bereiche der deutschen und osteuropäischen Geschichte. Dazu gehört die Entwicklungs- und Einsatzgeschichte bestimmter Flugzeugtypen oder Flugzeugtypgruppen, die Geschichte von Organisationen (Fluggesellschaften, Luftstreitkräfte, Luftsportverbände, Flugzeughersteller, Pilotenausbildung) in bestimmten Zeiträumen, Luftfahrtinfrastruktur (Flugplätze, Flugzeugträger), bedeutender Personen (Flugzeugkonstrukteure), besondere Ereignisse der Luftfahrt (Grenzkonflikte oder militärische Auseinandersetzungen) oder bestimmte Einsatzszenarien (Lastenhubschrauber zur Hochbauunterstützung, Grumman F-14 im Iran, schiffsgestützte Bordflugzeuge).
Die Autoren hatten oftmals Kontakt zu direkt am Geschehen beteiligten Personen oder Zugriff auf Originaldokumente. Artikel über bestimmte Flugzeugtypen waren oft durch Schnittzeichnungen und Farbinformationen ergänzt, die für Flugzeugmodellbauer von Interesse sind.
Die Zeitschrift verzichtete – von Verlagseigenwerbung abgesehen – weitgehend auf Werbung; laut Impressum werden Auflagenzahlen nicht durch die IVW überprüft. Das Heft kostete zuletzt in Deutschland im Handel 14,90 Euro und wurde auch im Abonnement vertrieben.